# キンズーア橋
キンズーア橋（Kinzua Bridge, Kinzua Viaduct [ˈkɪnzuː, ˈkɪnzuːə] 、別名キンズーア高架橋）はアメリカ合衆国ペンシルベニア州マッキーン郡のキンズー渓流を跨いでいた鉄道トレッスル橋である。2003年に倒壊するまで高さ92メートル、長さは625メートルであった。
キンズーア橋は元々1882年に錬鉄で建設され「世界八番目の不思議」として発表された。世界で最も高い鉄道橋の地位を2年間保持した。1900年、橋は撤去され、同時により重い列車に対応できるよう鋼鉄で再建された。キンズーア橋は1959年まで商業的に利用され続けたが1963年、州立公園の「目玉」になるべく、ペンシルベニア州政府に売却された。2002年、再生工事が始まったが完了前の2003年、トルネードに襲われ橋の大部分が倒壊した。橋を基礎に固定していたアンカーボルトの腐食破損が倒壊の原因となった。
倒壊前、キンズーア橋はアメリカ合衆国内で4番目の高さを誇っていた。1977年国家歴史登録財、更に1982年、国内歴史的土木工学ランドマークに指定された。キンズーア橋はキンズーア橋州立公園内にあり、ペンシルベニア州マウントジュエットのバラ近く、国道6号から少し奥まった場所にある。

## 第1期の建設と供用

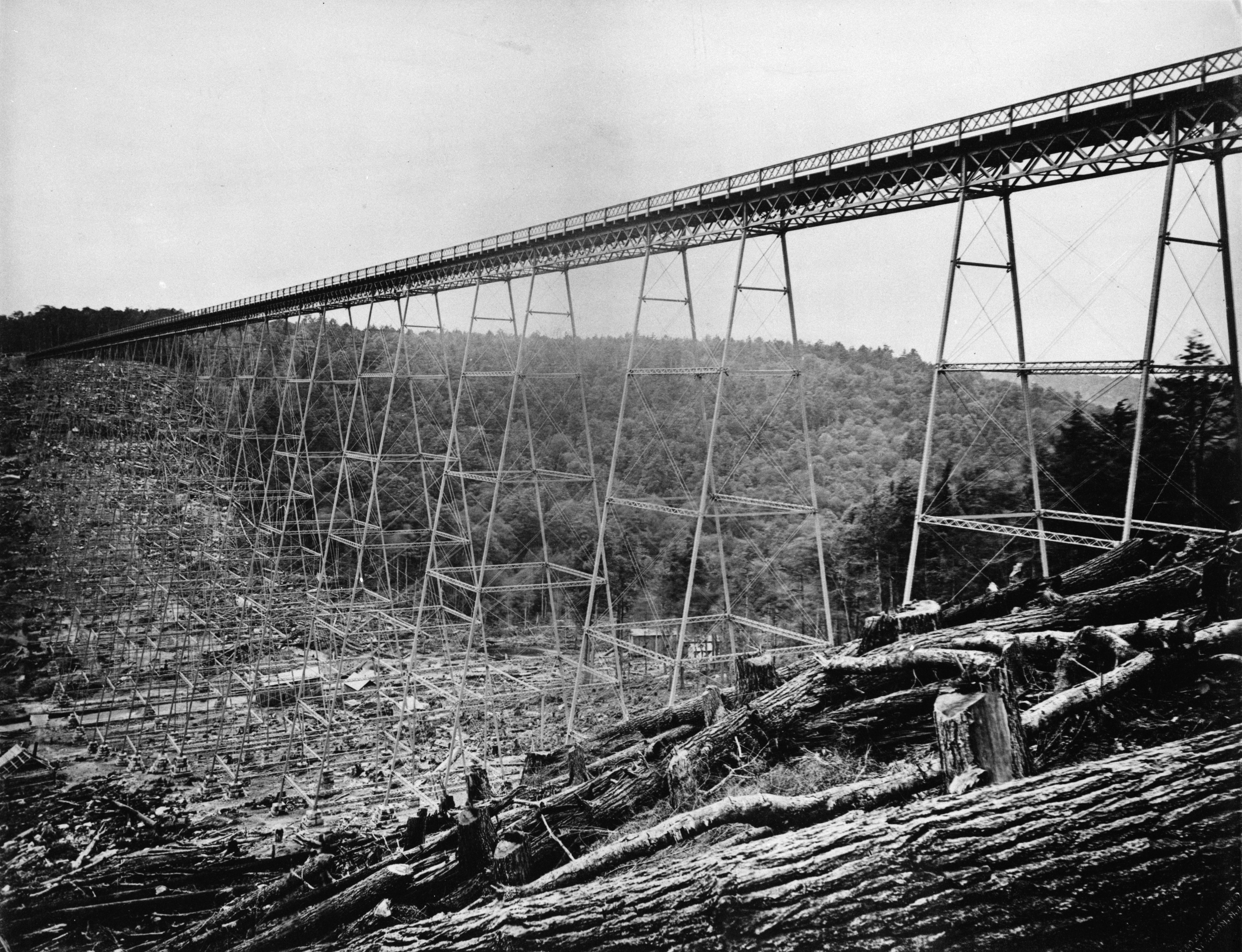
1900年に再建される前のオリジナルのキンズーア橋

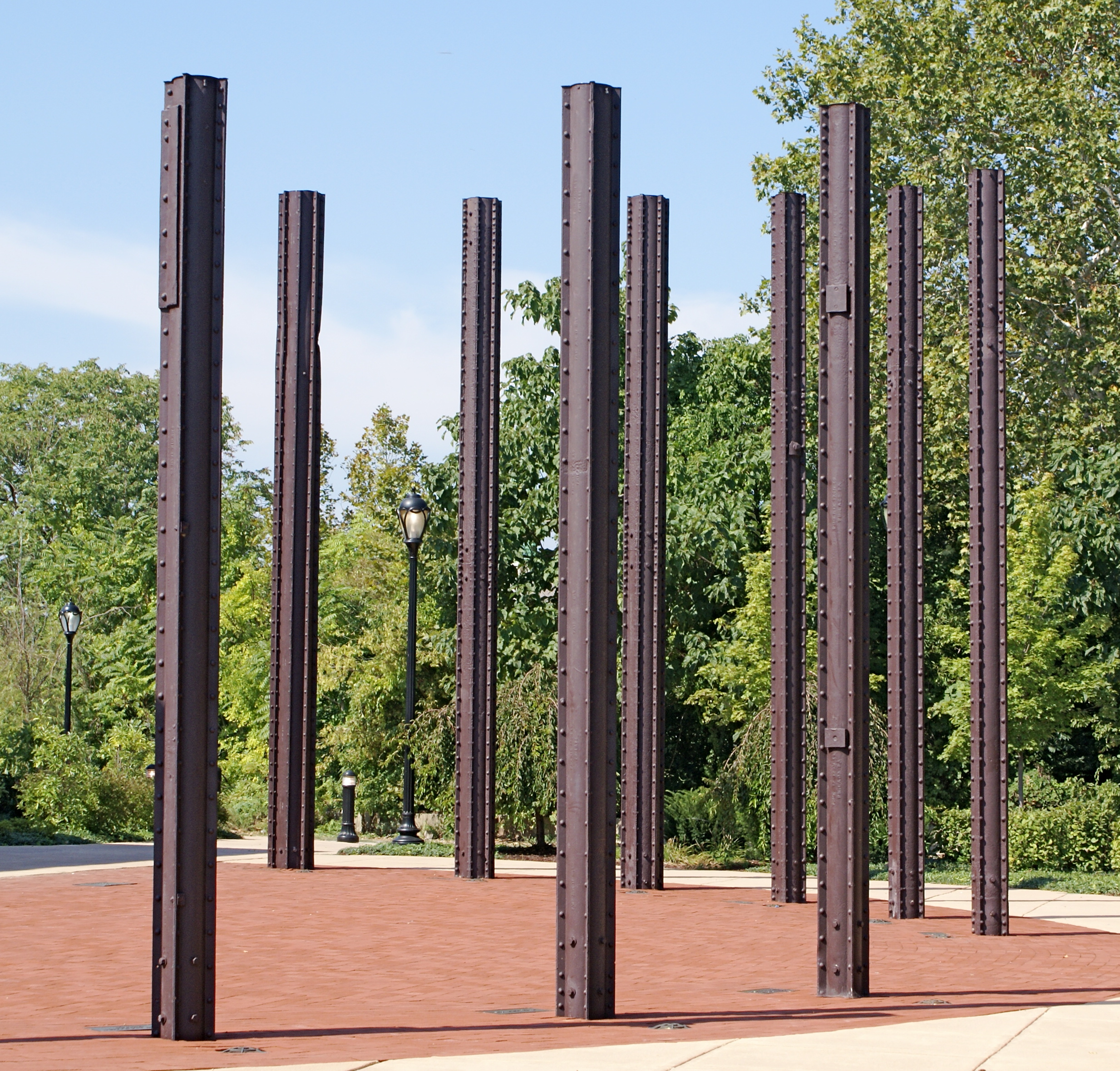
旧橋で用いられたフェニックス・コラムの一例。4ピースをリベット接合で1本の柱にしていた。ただしこの写真はキンズーア橋のものではない

1882年 ニューヨーク・レイクエリー・アンド・ウエスタン鉄道（NYLE&W: 後エリー鉄道）社長のトーマス・L.・ケイン はペンシルベニアのブラッドフォードから南方のエルク郡の炭田へ向かう支線の建設に正面から取組むことにした。最速の方法はキンズー渓流を渡る橋を建設することだった。それ以外の選択肢は荒地の中を13キロも迂回線を建設するしかなかった。建設当時、キンズーア橋はどの橋より大きく、同構造のポーティッジ高架橋（ 西ニューヨークのジェネシー川）の2倍以上だった。
最初のキンズーア橋は1882年5月10日から8月29日まで40人の作業員によって1408トンの錬鉄を材料に実働94日で建設された。短時間で建設できた理由は足場を使わなかったからだった。代わって最初の橋脚塔（塔、橋脚）はジンポール(Gin-pole, Jin-pole)を使用して建設し、その頂部に水平運搬クレーン(traveling crane)を取付け、そのクレーンで2番目の橋脚塔を建設した。この工程が20の橋脚塔全てにわたって繰り返された。
橋はオクターヴ・シャヌートによって設計され、フェニックス・アイアン・ワークスが建設した。フェニックス社は、特許も取得した穴開き鉄チューブ（「フェニックス・コラム(Phoenix columns)」と呼ばれた）の生産に特化していた。フェニックス・コラムを使った外観のために橋は木の丸太で建設されているとよく誤解された。橋の110の砂岩製橋台は橋の基礎に使用された丘側から切り出された。最も高い塔は底部幅59メートルだった。キンズーア橋は241トンの荷重を支持するように設計され、費用は16万7,000ドルから27万5,000ドルの間であると見積もられた。
完成時点において橋は世界最高最長の鉄道橋であり、「世界八番目の不思議」として喧伝された。20の橋脚塔の内6つはブルックリン橋より高かった。バッファロー (ニューヨーク州)やピッツバーグからの回遊列車がキンズーア橋をいつも渡っていた。高さの記録は1884年にフランスで122メートルのガラビ高架橋が完成するまで維持された橋を渡るときの最高速度は時速8キロメートルに制限された。機関車や時には風が橋の振動の原因になったからである。橋の下かその近くに4万ドルの金塊とお金を隠したかもしれない銀行強盗の逃亡ルート見つけようと時折観光客が橋にやって来た。

## 第2期の建設と供用
1893年までにNYLE&Wは倒産し、エリー鉄道に合併され、エリー鉄道がキンズーア橋の所有者になった。20世紀初頭には機関車はほぼ85パーセント重くなり、錬鉄製の橋はもはや安全に列車を通せなくなった。1900年5月14日旧橋最後の列車が渡り、5月24日撤去が始まった。
新橋はC.R.グリム(C.R.Grimm)によって設計されエルミラ・ブリッジ・カンパニー(Elmira Bridge Company)によって3046トンの鋼鉄を使い、27万5,000ドルの費用で建設された。建設工事は5月26日、旧橋跡の両端から始まった。100人から150人の作業員が1日10時間ほぼ4ヶ月掛けて新たな鋼鉄製フレームを完成させた。2基のハウトラス構造「材木運搬機(timber traveler)」（各々長さ50メートル、深さ5メートル）が塔を建設するのに用いられた。個々の「運搬機」は（2塔で）1組の旧橋の錬鉄製橋脚塔に支持され、その旧橋脚塔は建設された新橋脚塔を使って解体された。新橋脚塔間の旧橋脚塔が解体され鋼鉄製の新塔に置き換えが済むと、運搬機は新橋脚塔を使って下に降ろされた。この1連の作業が繰り返された。新橋脚塔を建設してスパン（橋脚間を渡す構造物: 支間）を取付け完成するのに1週間を要した。塔をアンカーブロックに固定するボルト（アンカーボルト）は旧橋のものが再利用された。このことが結果的に橋の崩壊において重要な役割を演じることになる。設計者のグリムは後年、ボルトは全て交換されるべきだったと認めている。
キンズーア高架橋は1900年9月25日に再開通した。新橋は世界で最も重い機関車の1つである464トンのビッグ・ボーイでも安全に通すことができた。エリー鉄道は1911年から1916年に建設を行って キンズーア高架橋に駅を整備した。駅員のいない無人駅だった。この駅は1923年から1927年の期間、時々閉鎖された。

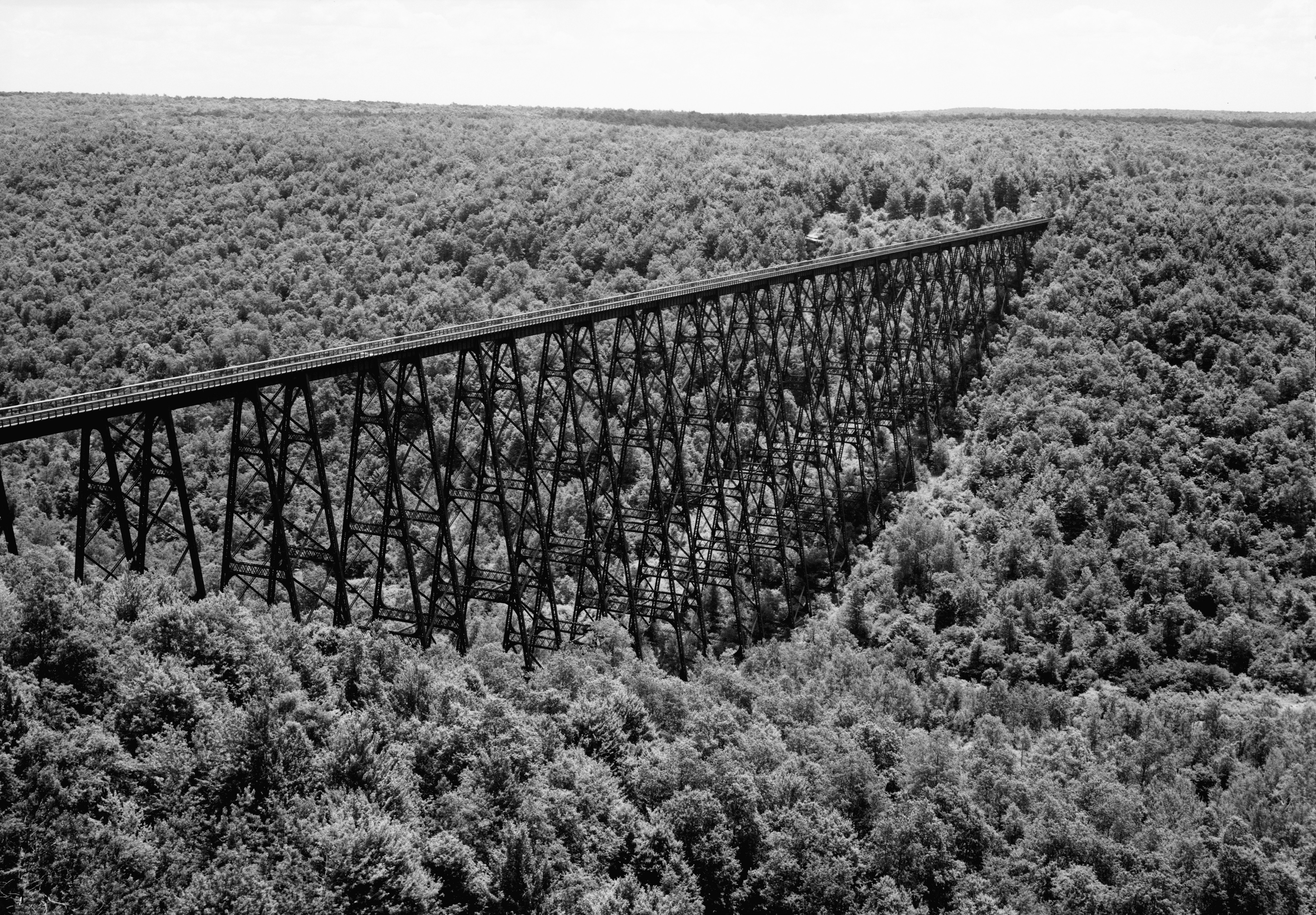
歴史的アメリカ工学記録 (HAER)の写真、1971年7月

列車の乗務員達は新米制動手(brakeman)を初乗務でからかうことがあった。列車が橋に近づいた時、乗務員は何か小さな問題が起きたと騙して制動手を車両の屋根に登らせた。そのまま列車が橋を渡ると新米は「自分が恐ろしい場所、つまり揺れる貨車の屋根の上から91メートル下に転落するかも知れない場所にいることに気付かされたのだった」。再建後でさえキンズーア橋の制限速度は時速8キロメートルのままだった。橋が古くなるのにつれ、2両の蒸気機関車に引かれた重い列車は、機関車が同時に渡ることが無いよう停車せねばならなかった。ディーゼル機関車はずっと軽量で、この問題は起きなかった; 蒸気機関車が最後にキンズーア橋を渡ったのは1950年10月5日だった。
1950年代終わりにエリー鉄道は近在のボルチモア・アンド・オハイオ鉄道線から鉄道通行権(trackage rights)を獲得し、老朽化したキンズーア橋を迂回できるようになった。1959年6月21日、定期商業運行は終了し、エリー鉄道はキンズーア橋を7万6,000ドルでインディアナ (ペンシルベニア州インディアナ郡)のコーヴァルチック・サルベージ・カンパニー(Kovalchick Salvage Company)に売却した。橋は1959年10月、ボルチモア・アンド・オハイオ鉄道線の破壊不通によってどうしても列車をルート変更（迂回）する必要に迫られ1日間だけ再開通して列車を通したことがある。米国土木学会によれば、キンズーア橋は「ペンシルベニア州北西部から東部5大湖地域(Eastern Great Lakes region)への石炭輸送設備の中でもクリティカル（決定的に重要）な構造物であり、重要な経済成長を導くことになる石炭採掘量の増加をもたらしたと考えられている。」

## 州立公園

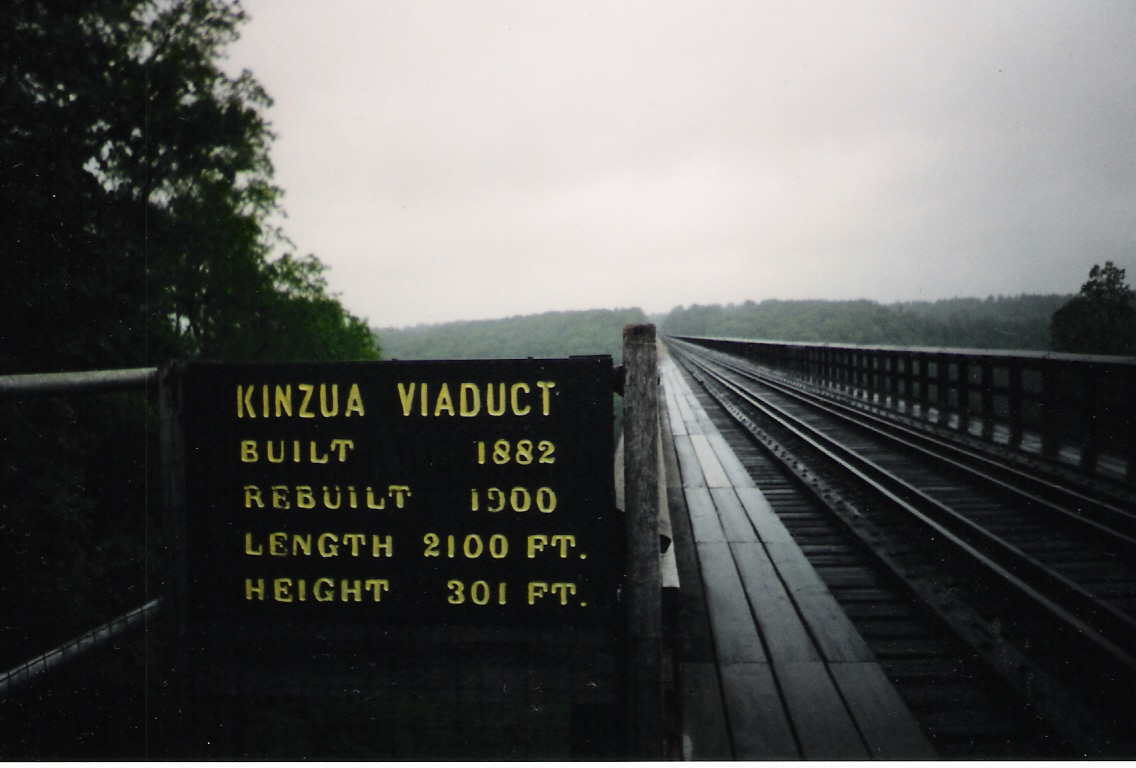
倒壊前のキンズーア橋。2001年。

ニック・コーヴァルチック(Nick Kovalchick: 橋を所有するコーヴァルチック・サルベージ・カンパニーの社長）はキンズーア橋の撤去に乗り気ではなかった。最初に橋を見た人は「こんな橋は絶対他には無い」と言うはずだ。コーヴァルチックは橋の保存を求める地域の人達と共に運動し、結果ペンシルベニア州知事ウィリアム・スクラントンは1963年8月12日、50,000ドルで橋と周囲の土地を購入するとともにキンズーア橋州立公園を新設するための法案に署名した。公園の128ヘクタールの土地の権利証は1965年1月20日に登記され、公園は1970年に一般公開された。
公園へのアクセス道路が1974年に建設され、駐車場、水飲み場、トイレおよび展望デッキの転落防止フェンスのような新施設が設置された。1975年7月5日、公園開設の公式なテープカットが行われ、「人工構造物(man-made structure)を中心に据えた」がゆえに「他に例のない公園システム」となった。キンズーア橋は1977年8月29日、国家歴史登録財に登録され、1982年6月26日、国内歴史的土木工学ランドマークに指定された。
ノックス・アンド・ケイン鉄道 (KKRR)はケイン (ペンシルベニア州)からアレゲニー国有林を通り抜けてキンズーア橋を渡る観光ツアーを1987年以来、橋が2002年に閉鎖されるまで運営していた。1998年、KKRRは全米最長となる156キロメートルの蒸気機関車付き列車遊覧を実施した。それはフォレスト郡マリエンヴィルの村からケインで停車した後、キンズーア橋へと回遊するツアーだった。ニューヨーク・タイムズ紙はキンズーア橋について「鉄道というよりは気球に近く」と評し「眼下91メートル下に広がる緑の海までには何もないことが実感できる」と書いた。2004年10月までKKRRは森を通り抜けて橋の西アプローチで停まるツアーを実施していた。
2009年現在、キンズーア橋州立公園はキンズーア橋とキンズー渓流を取巻く 133ヘクタールのペンシルベニア州立公園である。キンズーア橋州立公園はハムリン・タウンシップ (ペンシルベニア州)およびキーティング・タウンシップ (マッキーン郡、ペンシルベニア州)内のマウント・ジュエットの北、国道6号線から少し離れた場所にある。公園内の高所からの俯瞰によって倒壊した橋の姿と渓谷を眺めることができ、更に10月中旬には何よりも素晴らしい紅葉を見ることができる。キンズーア橋州立公園には中央に現代的な公衆トイレを持つ屋根付きのピクニックエリアがある。倒壊前、訪問客は橋の上に登ることも、橋の下へ降りて行くことも、また橋の周囲の渓谷をハイキングすることもできた。2002年の9月に橋は完全に閉鎖され歩行者さえ渡れなくなった。およそ40ヘクタールのキンズーア橋州立公園は狩猟のために開放されている。主な獲物は七面鳥、アメリカ熊そして白尾鹿である。

## 破壊

ペンシルベニア州北部を通過する嵐のレーダー動画（反復）

2003年7月21日、トルネードがキンズーア橋を襲い周囲の木々をなぎ倒して根こそぎにすると同時に20ある橋脚塔の内11を倒壊させた。死傷者は出なかった。トルネードはメソ対流系(Mesoscale Convective System: MCS)によって生み出され、複数の強い雷雨(thunderstorm)の複合体が東オハイオ、西ペンシルベニア、西ニューヨークおよび南オンタリオを含む地域の上空に形成された。MCSはおよそ時速60キロメートルで東へ移動した。MCSが北西ペンシルベニアを横断するにつれ明瞭なコンマ型になっていった。MCSの北部分は長寿命のメソサイクロン（渦を巻く上昇気流で、しばしばトルネードへと発達する）を含んでいた。
推定、東部標準時(EST) 15:20 (19:20 UTC)にトルネードはキンズーア橋から1.6キロメートル離れた州立公園内に着地した。藤田スケールF1に分類されたトルネードはキンズーア橋の側を通過し、4キロメートル進んで離昇した。それはスメスポート (ペンシルベニア州)から3キロメートル地点に再び着地し、最終的に消滅するまでさらに5キロメートル進んだ。後に500メートル幅で経路長5.6キロメートルだったと推定された。ポッター郡 (ペンシルベニア州)近くでは同じ雷雨がスケールF3のトルネードを発生させている。
2002年以来、構造物が強風に対しリスク有りと判定されたため、キンズーア橋は「鉄道利用はもちろんレクリエーション目的の歩行者」に対してさえ閉鎖されていた。技術者たちは強風の間、橋の重心が移動し、片側にのみ荷重がかかることで橋の崩落を引き起こす危険性があると決論付けた。オハイオ州を拠点にする橋梁の建設補修会社が2003年2月にキンズーア橋の改修に向けた作業を既に開始していた。建設作業員たちは荷造りを終え、トルネード襲来のまさに当日、キンズーア橋の現場へと向かい始めていた。
トルネードが着地した瞬間、風速は少なくとも時速151キロメートルに達し、東側から近づいてきて橋に直角にぶつかって、北から南へと通過した。後の調査では第10塔と第11塔が先ず西向きに倒れたと結論づけられている。その内、第12塔から第14塔が基礎から離されて持ち上げられ、わずかに西北に移動して後退し、橋上に敷かれていた軌道だけが繋がった状態でかろうじて立っていた。次の第4塔から第9塔はトルネードが北向きに動き始めるに連れて、時計回りに捻れて西側に倒壊した。トルネードが北へ移動し始めた時、南側から内側へ吹込む風が最終的に第12、13、14塔を北側へ反時計回りに倒壊させる原因となった。
キンズーア橋の倒壊は大地に固定されたコンクリート製アンカーブロックと橋脚塔を固定するアンカーボルトの悪性の錆によって引き起こされた。調査はトルネードの風速が時速151キロメートルに達し、橋に対し横から800kN（キロニュートン）もの力が加わったと結論づけた。また疲労によってアンカーボルトの破断が生じ始めるまでに構造全体が横へ4、5回揺さぶられたと推測している。橋脚塔は一部がそのままの形で倒れ、地面に大きな傷痕を残した。100歳を超えたキンズーア橋は30秒にも満たない時間で破壊されたのである。

## 倒壊後の影響
ペンシルベニア州政府は4,500万ドルもかかるキンズーア橋の再建を断念した。代わりに橋の廃墟（残骸）を自然の力を目の当たりにできるアトラクションとして利用することが提案された。キンズーア橋州立公園は橋の倒壊前、年間21万5,000人の訪問客を集め、ペンシルベニア州公園局(Pennsylvania Bureau of Parks)によって「絶対に見るべき20の州立公園」に選ばれていた。キンズーア高架橋とその倒壊はヒストリーの番組ライフ・アフター・ピープルで腐食と強風がどのように鋼鉄構造物の崩壊を引き起こすかを示す例として取上げられた。2004年7月21日、キンズーア橋はアメリカ合衆国国家歴登録財から抹消された。
ノックス・アンド・ケイン鉄道はキンズーア橋の倒壊が原因と考えられる75パーセントもの乗客数減少に見舞われ2004年10月、操業休止に追い込まれた。コーヴァルチック・コーポレーションはノックス・アンド・ケイン鉄道の軌道、機関車および鉄道車両を含む全ての資産を買収した。コーヴァルチック・コーポレーションはまたイースト・ブロードトップ鉄道も所有しており以前はキンズーア橋の所有会社だった。コーヴァルチック社は軌道を撤去してスクラップとして売却する計画を2008年に発表した。その後用地は廃線跡遊歩道に利用される予定である。
ペンシルベニア州は2005年、70万ドルをかけて残された橋脚塔を修復し、合わせて公園施設を充実する計画を発表した。2005年末にペンシルベニア州保護・天然資源局 (DCNR)は800万ドルで新展望台およびビジターセンターを建設する計画を提唱した。これらの施設はキンズーア橋に近づいて倒壊した橋脚塔を眺めるハイキングを可能にするものである。キンズーア・スカイウォーク（高架歩道橋）は2011年9月15日のテープカットによってオープンした。スカイウォークはキンズーア橋の端部に設置されたガラス床の展望台へと至る遊歩道である。そこからは橋を見渡せ、直接真下の渓谷を見ることができる。スカイウォークの建設費には430万ドル要したが、地元に年間11万5,000ドルの観光収入をもたらすと見積もられている。